# Khan Research Laboratories Football Club
O Khan Research Laboratories Football Club mais conhecido como KRL F.C. é um clube de futebol com sede em Rawalpindi, Paquistão. A equipe compete no Campeonato Paquistanês de Futebol.

## História
O clube foi fundado em 1995.